# Francis. Felidae II.
Francis. Felidae II. ist ein Kriminalroman des deutsch-türkischen Schriftstellers Akif Pirinçci, der 1993 im Goldmann Verlag erschien. Der zweite Teil der Felidae-Reihe ist nach dem Schema eines Thrillers aufgebaut und behandelt Facetten der Detektivgeschichte und der Horrorliteratur.

## Inhalt

### Form
Das Buch beginnt mit einer vollständigen Titelei. Die Widmung lautet:

„Den Katzen gewidmet – ob Tier oder Mensch.“

Anschließend leitet ein Zitat aus dem Buch Genesis die Handlung ein:

„Ich will die Erde nicht wieder um des Menschen willen verfluchen, denn das Gedankengebilde des Menschenherzens ist böse von Jugend an. Nicht noch einmal will ich alle Lebewesen vertilgen, wie ich es getan habe.“

Auf Seite neun beginnt die Handlung. Dabei ist der Fließtext wie bereits im ersten Band mehrmals durch Zahlen unterbrochen, die auf insgesamt elf Anmerkungen in einem Anhang zwischen den Seiten 303 und 318 verweisen. Diese Anmerkungen werfen in einem wissenschaftlichen Ton Licht auf diejenigen Facetten der Katzen, die Pirinçci in der Handlung nicht näher erklären wollte oder konnte.

### Handlung
Einige Jahre nach den Geschehnissen von Felidae lebt Francis glücklich mit seinem „Dosenöffner“ Gustav Löbel, der mittlerweile Autor erfolgreicher archäologischer Sachbücher ist, in der gemeinsamen Wohnung im Erdgeschoss eines renovierten Altbaus.

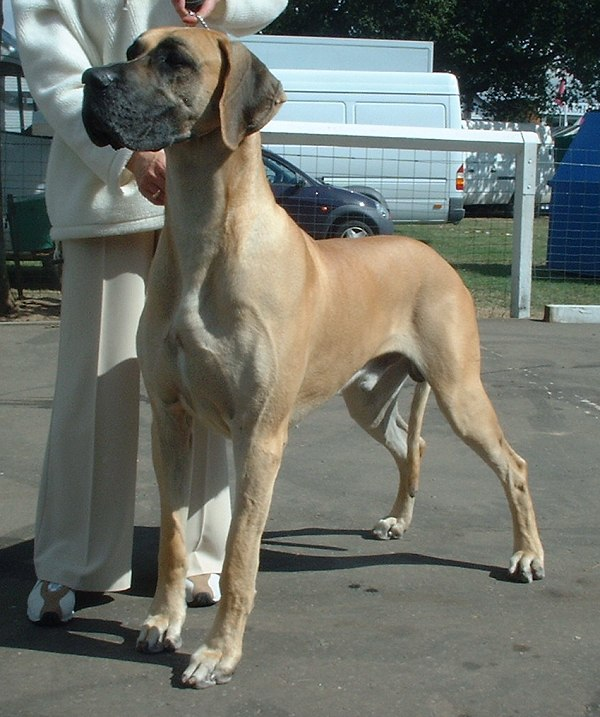
Deutsche Dogge

Der Hausfrieden wird jäh gestört, als Gustavs neue Lebensgefährtin, die unausstehliche Francesca, in der Wohnung Einzug hält und sie nach ihrem Geschmack einrichtet. Als sie Francis kastrieren lassen will, fasst dieser den Entschluss zu fliehen. Kaum ist er aus dem Haus, geht ein gewaltiges Gewitter über ihm nieder, das sogar mancherorts Gullys aus den Verankerungen löst. Durch die mächtigen Fluten wird Francis in die Kanalisation gespült. Als der Regenguss nachlässt und Francis sich erholen kann, entdeckt er eine im Kanal treibende EKH-Leiche, deren Kopf abgetrennt wurde und nicht auffindbar ist. Er beschließt den Schacht auf der Suche nach einem Ausweg entlangzugehen, um anschließend zu Gustav und Francesca zurückzukehren. Er bemerkt jedoch schnell, dass er verfolgt wird, denkt aber zunächst, seine Häscher wären Ratten. Wie sich herausstellt, handelt es sich aber um eine Schar blinder Katzen, angeführt von dem Kartäuserkater Safran, der die Hinrichtung Francis’ durch den riesigen Perserkater Rhodos anordnet. Ohne aber weiteren Schaden davonzutragen, kann Francis seinen Henker problemlos töten. Als Safran erfährt, dass Francis der bekannte Katzendetektiv ist, erzählt er die Geschichte des „Volkes der Barmherzigen“. Sie sind von ihren Besitzern nicht gewollte Katzen, durch die Toilette gespült oder von selbst in die Kanalisation gekrochen, die durch den Mangel an Sonnenlicht erblindet sind. Und die Leiche, die Francis sah, ist bei weitem nicht die erste. Einst wütete unter den Blinden eine schreckliche Kreatur, eine Dogge, die die Leichen grässlich zurichtete und teilweise auffraß. Zur selben Zeit kam ein wunderschöner junger Kater in die Kanalisation, der erstaunlicherweise nicht blind wurde. Allerdings war er schrecklich brutal und wurde nach mehreren Gewalttaten vom Volk der Barmherzigen verstoßen, sein Name lautete Hugo. Und als die Dogge eines Tages beinahe das gesamte Volk in die Enge getrieben hatte und drohte, ein unsägliches Massaker anzurichten, hielt Hugo sie davon ab. Er fand in ihr seinen Seelenverwandten und verließ mit ihr zusammen die Kanalisation in Richtung Wald, wonach die beiden nie wieder gesehen wurden. Die Blinden vermuten, dass die beiden die immer wieder angeschwemmten Katzen töten, und Francis verspricht ihnen, sich des Falls anzunehmen, will insgeheim aber noch immer zu Gustav zurück. Safran bringt Francis in Richtung des Waldes aus der Kanalisation hinaus.

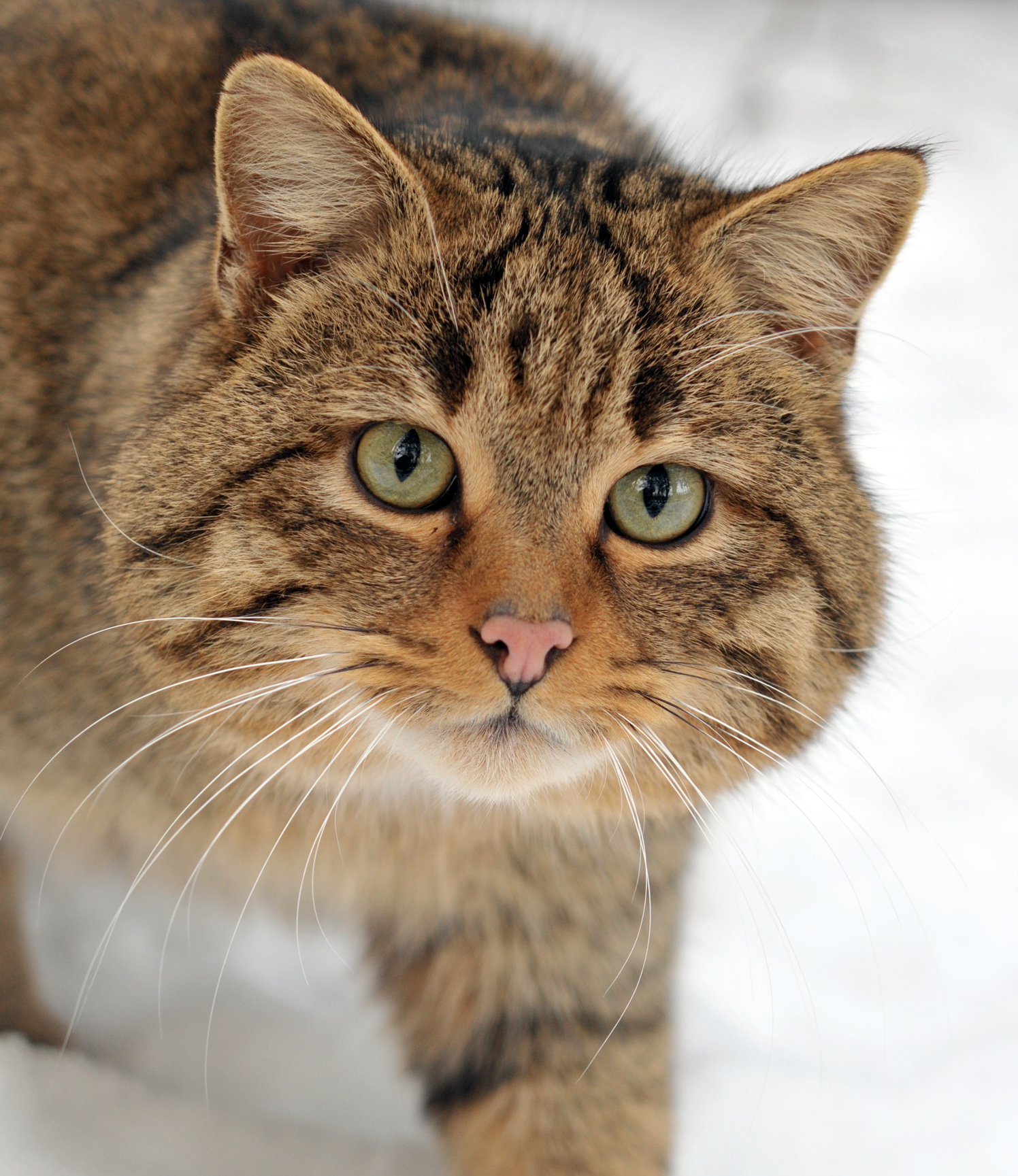
Europäische Wildkatze

Dort angekommen verfällt Francis der Schönheit der Natur und wirft augenblicklich sämtliche Pläne, zu Gustav zurückzukehren, über Bord. Die Freude über sein neues „Heim“ währt nicht lange, denn es wird auf ihn geschossen. Vor Schreck rennt er geradewegs auf eine sechsspurige Autobahn, die er aber heil überqueren kann. Im Wald auf der anderen Seite macht er die Bekanntschaft der hübschen Wildkatze Alraune, die von einem gewissen „Schwarzen Ritter“ gehört hat, der ein riesiges wildes Tier reitet und unter den Hauskatzen der umliegenden Bauernhöfe sein Unwesen treibt. Die Wildkatzen hätten dagegen nichts, da sie die verweichlichten Hauskatzen nicht leiden könnten. Francis gibt ihr aber den Anstoß, anders zu denken, und sie verspricht mit ihrer Stammesführerin Aurelie darüber zu reden. Als sie geht, sucht Francis einen der Bauernhöfe auf, da er sich dort einen Schlafplatz suchen will, und findet weitere drei entstellte Leichen, außerdem sieht er eine gigantische gefleckte „Monsterpranke“. Geängstigt flüchtet Francis in den Wald und schläft am Fuße eines großen Felsens ein. In der Nacht erwacht er und sieht oben auf dem Felsen zwei Gestalten. In der Dunkelheit kann er jedoch nicht ausmachen, ob es sich dabei um eine von einer Katze berittene Dogge handelt. Als die Erscheinung verschwindet, schläft Francis wieder ein.
Als er in der Nacht erneut aufwacht, hält er das Geschehene nur für einen Traum. Er klettert den Felsen empor und entdeckt dahinter ein mehrstöckiges Blockhaus, in dem Licht brennt. Bei der Untersuchung des Umfelds entdeckt er zunächst eine gewaltige Satellitenanlage vor der Hütte, die die Aufschrift „ARCHE“ trägt, vor der Hütte stehen weiterhin einige Schafe, darunter auch ein schwarzes. Das Haus selbst wird durch eine mit Bewegungsmeldern verkabelte Gefahrenmeldeanlage gesichert, und so hat Francis Mühe, unentdeckt ans Haus zu gelangen. Er kann es aber schaffen und erforscht die Außenwand, wo unter anderem alte Farben und Pinsel, aber auch zahlreiche leere Medikamentendosen liegen. Durch ein Fenster kann er ins Erdgeschoss sehen, wo eine ältere Frau, augenscheinlich ohne jegliche künstlerische Begabung, an einem Gemälde arbeitet. Hinter ihre stehen hohe Regale, gefüllt mit Videokassetten, zu deren Betrachtung aber lediglich ein kleines Fernsehgerät zur Verfügung steht. Francis klettert hinauf zum Obergeschoss, wo ein schöner, jedoch nasser, Somalikater schreibt. Dazu taucht er eine Kralle in Tinte und schreibt damit, wie ein Mensch mit dem Stift. Francis überrumpelt den völlig erschrockenen Kater, der offensichtlich an chronischem Stottern leidet. Er stellt sich als Ambrosius vor und zeigt Francis sein Werk, welches aus Abhandlungen über ASW (Außersinnliche Wahrnehmung; sprich Wahrsagen und Ähnliches) bei Katzen besteht. Er erklärt, dass sein Frauchen Diana eine Forstwissenschaftlerin ist, die mithilfe der Satellitenanlage, die Bilder des Satelliten „Arche“ empfängt, die zunehmende Zerstörung der dortigen Waldgebiete beobachtet. Sie wird aber immer verrückter. Ambrosius selbst zeigt sich als guter Freund der Wildkatzen und will Francis bei seinen Ermittlungen helfen. Er schlägt vor, morgen alle Waldbewohner zu verhören, deren Sprachen er mit der Zeit erlernt hat. Als Experiment für seine Studien hyponitisiert Ambrosius Francis, der so seine Zukunft sieht und Zeuge seines baldigen, gewaltsamen Todes wird.
Als er aus der Hypnose erwacht, schlägt die Alarmanlage an und im durch Halogenstrahler hell erleuchteten Vorhof der Hütte liegt die bestialisch ermordete Alraune. In seiner Wut rennt Francis einigen Fährten nach und wird bald durch einen Trick seiner „Opfer“ selbst zum Gejagten. Er entkommt seinen Verfolgern nur dank der „Monsterpranke“: ein etwa 1,50 m langes Tier, das er in der Nacht nicht hatte erkennen können, rettet ihn vor seinen ihm selbst unbekannten Häschern. Aus Angst vor dem Monster flieht Francis und stößt mit dem ihm gefolgten Ambrosius zusammen, sodass beide im Bach landen. Ambrosius meint daraufhin, dass er an diesem Tag schon zweimal im Bach habe baden müssen.
Da der Morgen bereits dämmert, machen sich Francis und Ambrosius auf den Weg, die Waldbewohner zu vernehmen. Damit sind sie lange beschäftigt, und Ambrosius will danach eine Waldspitzmaus als Mittagsmahl fressen. Allerdings beginnt sein Fang zwischen seinen Zähnen zu reden. Die Maus heißt Zaches und behauptet, Waldspitzmäuse bekämen dem Magen der Katze nicht. Außerdem gibt er wichtige Tipps zum Fall: er habe den Schwarzen Ritter ganz aus der Nähe beobachten können, er habe etwa so langes Fell wie Ambrosius, nur pechschwarz und eigenartigerweise nass oder fettig. Er reite aber keineswegs auf einem Hund, sondern auf einem Tier, das Zaches zuvor lediglich in der Nähe eines Menschenhauses im Wald gesehen hat: ein Tier, das gar nicht mörderisch aussah, sondern ein gutmütiges Gesicht hatte und ebenfalls schwarz war. Am Menschenhaus sah Zaches aber nur ein schwarzes dieser Tiere in einer Herde weißer. Seine Aussage wird aber jäh durch Schüsse unterbrochen, die erneut Francis zum Ziel haben, ihn aber verfehlen. Francis flieht quer durch den Wald und findet mitten auf einer Lichtung einen riesigen verwilderten Käfig mit angeschlossener Baracke. In der Baracke findet er viel Bürokram, hauptsächlich Ordner, allesamt leer, mit der Aufschrift „Projekt Arche“. Als er den Käfig betritt, bemerkt er, dass darin eine kleine Landschaft nachempfunden ist, als habe man darin ein extrem gefährliches Tier möglichst artgerecht halten wollen. Er wird aber von dem Stamm der Wildkatzen, der offenbar nur aus weiblichen Tieren besteht, überrascht. Ihre Anführerin Aurelie erklärt ihm, dass Alraune ihre Lieblingstochter gewesen wäre und es im Wald langsam an Beute mangele, zudem scheint der Schwarze Ritter nun auch ihre Art zu meucheln, weshalb sie noch in dieser Nacht nach Skandinavien aufbrechen werden, wo die Jagdgründe ertragreicher sein sollen. Sie erklärt Francis, dass der Schwarze Ritter in einer Höhle im Norden des Waldes haust, und schickt ihn dorthin.

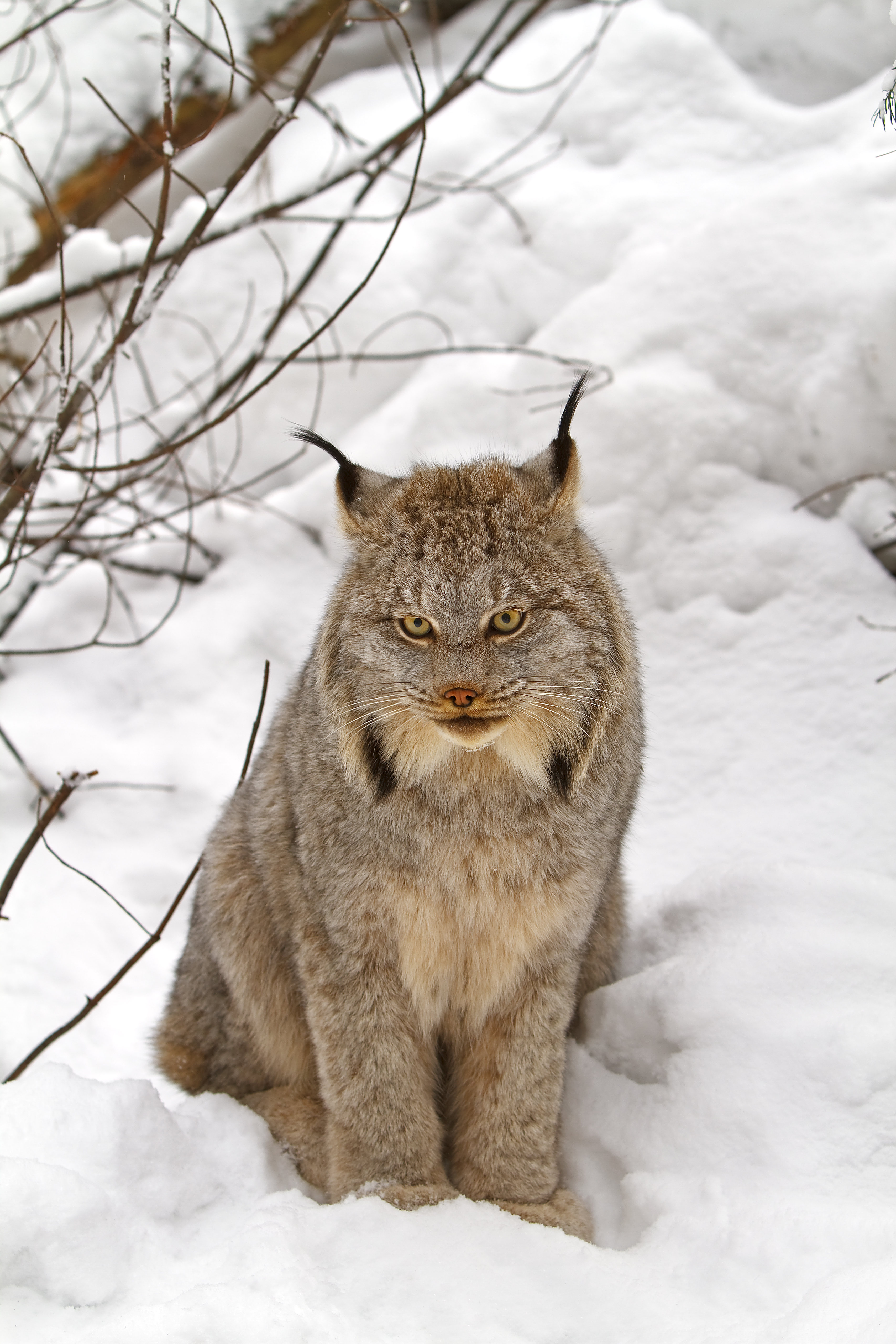
Kanadischer Luchs

Francis erreicht nach einiger Zeit einen toten Wald, in dessen Mitte ein Fels mit einem Spalt in der Mitte emporragt. Er betritt durch den Spalt die Höhle, die auch Höhlenmalereien aufweist. Er entdeckt darin außerdem zwei Skelette, die zweifelsohne von einer Dogge und einer Katze stammen mussten. Als er versucht, sich darauf einen Reim zu machen, kommt ein Kanadischer Luchs zu ihm. Er meint, er täte Francis nichts und wolle ihm nur helfen. Der Luchs namens Acht wurde mit sieben anderen Luchsen von Kanada nach Deutschland gebracht, wo sie ausgewildert wurden. Bald starben einige der Luchse, die Wege der anderen trennten sich und nun will Acht, wie auch die Wilden, nach Skandinavien, um andere seiner Art zu finden. Allerdings handelt es sich bei dem Bau der Wildkatzen keineswegs um den Käfig der Luchse, da dieser nach der Auswilderung abgerissen wurde. Acht erklärt Francis, dass noch etwas anderes ausgewildert wurde, und geht dann.
Jetzt erkennt Francis alles. Die Wilden sind die Mörder. Wildkatzen leben für gewöhnlich gar nicht in Stämmen, sie sind Einzelgänger. Die Wilden hier mussten also ebenfalls ausgewildert worden sein. In Anbetracht ihrer vermutlich unterentwickelten Jagdfähigkeiten drohte ihnen das Aussterben und sie mussten sich von Blut und Leber der Hauskatzen ernähren. Um sie zu schützen, erhielt Ambrosius den Mythos um den Schwarzen Ritter aufrecht, indem er sich mit seiner Tinte beschmierte und auf dem schwarzen Schaf vor Dianas Haus ritt. Nach seinen „Auftritten“ wusch er sich im Bach rein. Francis kehrt also zu Ambrosius’ Hütte zurück, wo er zunächst im Erdgeschoss die Satellitenbilder in Dianas Arbeitszimmer betrachtet. Darauf sind Wildkatzen zu sehen, die zu der Uhrzeit, als Francis in der Kanalisation war, zu dem Bauernhof gingen, auf dem Francis später die drei Leichen entdeckte. Anschließend sieht sich Francis einige Videokassetten an. Er sieht, dass Diana keineswegs Forstwissenschaftlerin gewesen ist, sondern die Leiterin des Auswilderungsprojekts der Wildkatzen. Aber bald war das „Projekt Arche“ zum Scheitern verurteilt. Ein Virus rottete alle männlichen Katzen aus.
Francis geht schließlich hinauf zu Ambrosius, der in seinem Blut auf seinen Papieren liegt. Er erklärt Francis, dass die Wilden, nachdem einige Bauern geklagt hatten, zur Jagd freigegeben wurden und Diana zur Waffe griff, um das Unheil, das sie selbst verursacht hat, wieder auszulöschen. Er selbst habe nur helfen wollen, die Wilden, denen schon so viel Leid zugefügt wurde, zu schützen. Ambrosius stirbt an seinen Verwundungen. Da Diana vermutlich schon unterwegs ist, um die Wilden von ihrer Reise nach Skandinavien abzuhalten, rast Francis los. Er kann die Wilden an dem Ort einholen, wo die Todesvision während der Hypnose stattfand. Aurelie erklärt, dass die Wilden durch Alraune eingesehen haben, dass es nicht recht ist, die Hauskatzen abzuschlachten. Deshalb ziehen sie Richtung Norden, wo sie auf mehr Futter hoffen. Sie töteten Ambrosius, um keinesfalls Zeugen zu hinterlassen, aber dennoch lassen sie den sprachlosen Francis ziehen. Als die Wilden verschwunden sind, wird Francis angeschossen. Er macht eine Nahtoderfahrung durch und erwacht anschließend unter einem Tierarzt in Gustavs Wohnung. Er erfährt, dass Diana, die ihn aufgrund der großen Ähnlichkeit für einen der Wilden hielt, ihn anschoss, aber danach sein Tattoo mit Gustavs Daten fand. Dank ihrer Tierarzterfahrung konnte sie Francis vor dem Tod bewahren und zu Gustav zurückbringen. Francis kann problemlos dortbleiben, da Francesca in der Nacht seiner Flucht auf Katzenfutter ausrutschte, mit dem Hinterkopf auf die Toilette aufschlug und an Ort und Stelle tot war.

## Hauptcharaktere
Francis
Über Titelperson Francis erfährt man in diesem Teil der Reihe, dass er der Europäischen Wildkatze ähnlich sieht. Er löst mit Francis seinen zweiten Fall.
Ambrosius
Somalikater Ambrosius gehört Diana, die das „Projekt Arche“ leitete. Er lehrte sich selbst die Sprachen nahezu aller Waldbewohner und das Schreiben. Mit letzterer Fähigkeit verfasst er Abhandlungen zum Thema ASW. Er fasste es als seine Aufgabe auf, die Wilden zu schützen und den Mythos des „Schwarzen Ritters“ aufrechtzuerhalten.

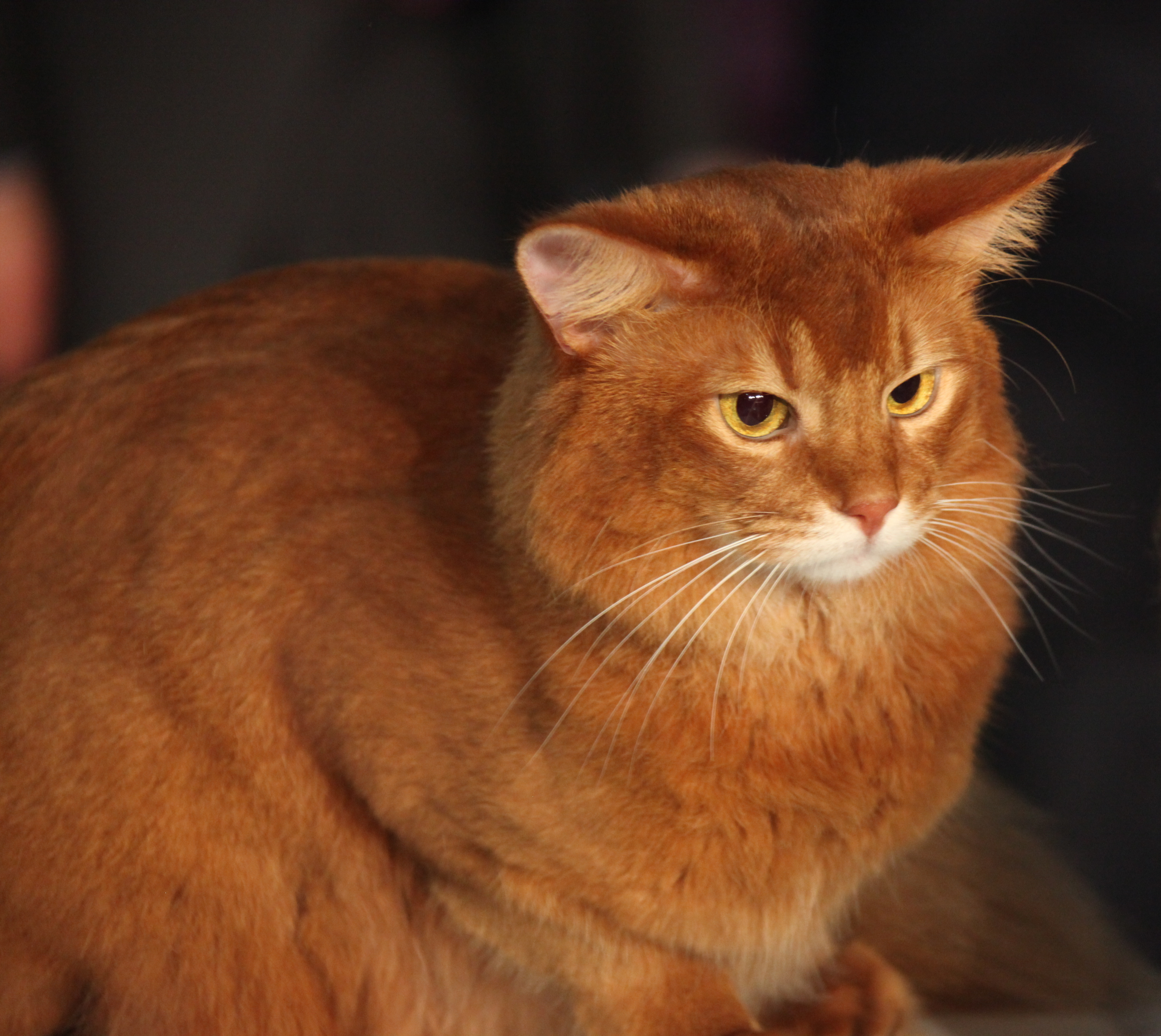
Somali-Katze

### Wildkatzen

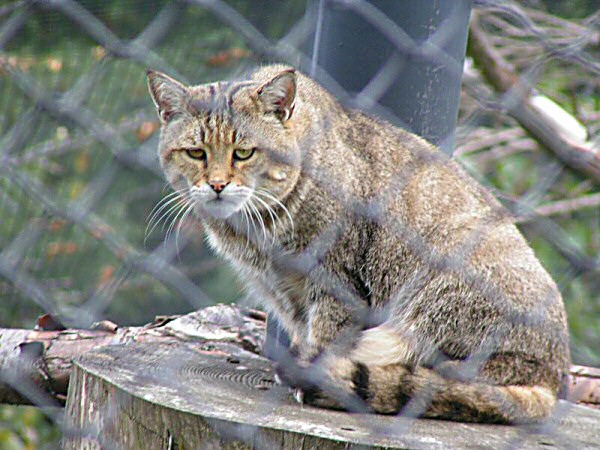
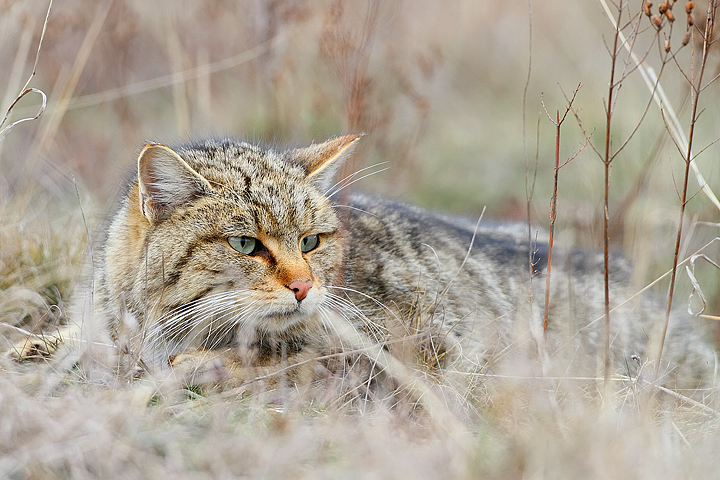
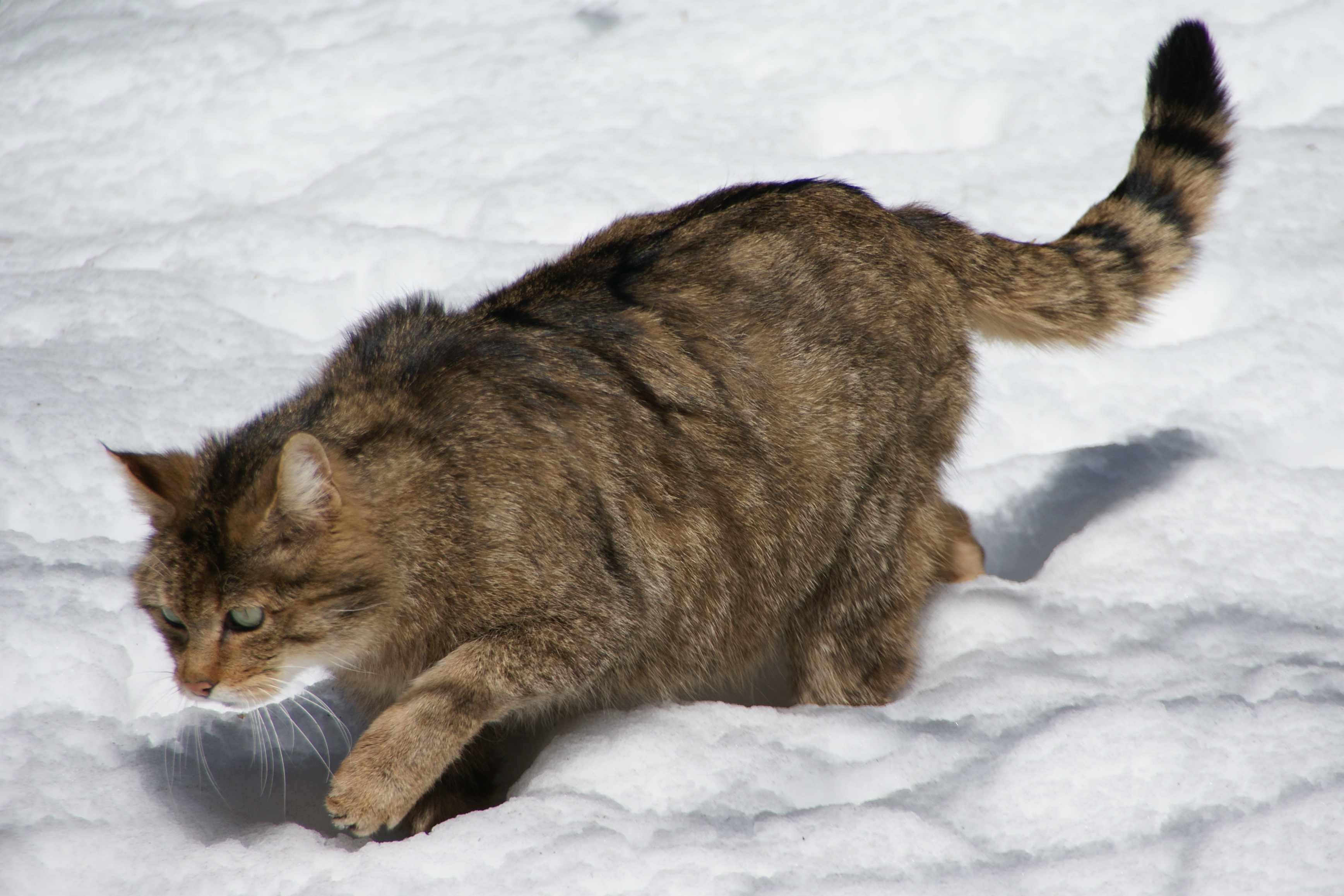

Die Europäischen Wildkatzen in Francis wurden dank der Aktion von Ambrosius’ Frauchen Diana beinahe erfolgreich ausgewildert. Allerdings verstarben alle Männchen infolge einer Virusinfektion und die Weibchen fanden nicht genug Futter, weshalb sie, unterstützt von Ambrosius, die Hauskatzen der umliegenden Bauernhöfe angriffen und töteten und sich mit deren Blut und Leber ernährten.
Aurelie
Aurelie ist die Stammesführerin der Wilden und zeigt sich gegenüber Francis sehr reumütig in Bezug auf die Gräueltaten, die sie und ihre Stammesgenossinnen den Hauskatzen antaten.
Alraune
Alraune ist die erste Wildkatze, die Francis trifft, und gibt den Anstoß zu dem Umdenken der Wildkatzen, wird dafür aber ermordet.

### Volk der Barmherzigen
Das „Volk der Barmherzigen“ ist eine Schar von blinden Katzen, die von der Gesellschaft verstoßen in der Kanalisation hausen. Ihnen entstammt der verrückte Hugo.
Safran
Chartreux Safran ist der Anführer der Barmherzigen und gehörte einst einem Künstler. Er spülte sich selbst in der Toilette herunter und ist der Begründer der Katzenkolonie in den unterirdischen Schächten.
Niger
Die Orientalin Niger (lat. „Schwarz“) gehört dem Volk an. Sie kam, nachdem sie von ihren Besitzern verstoßen wurde, in die Kanalisation.
Rhodos
Der rote Perserkater Rhodos ist der Henker der Barmherzigen, der vor seiner Ermordung durch Francis ohnehin schon sehr alt war.
Hugo
Bei Hugo handelt es sich um den einzigen der Kanalkatzen, der tatsächlich nicht blind wurde. Er war extrem brutal und tat sich mit der im Kanal wütenden Dogge zusammen, um die Kanalisation zu verlassen. Im Wald fiel er aber schnell den Wildkatzen zum Opfer.

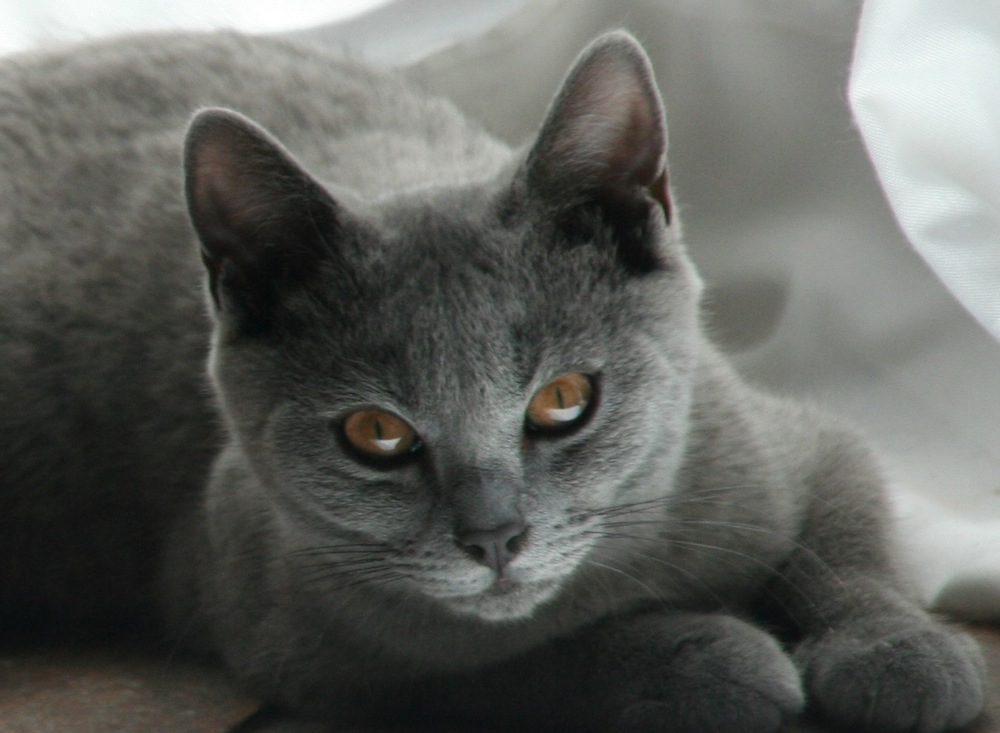
Chartreux
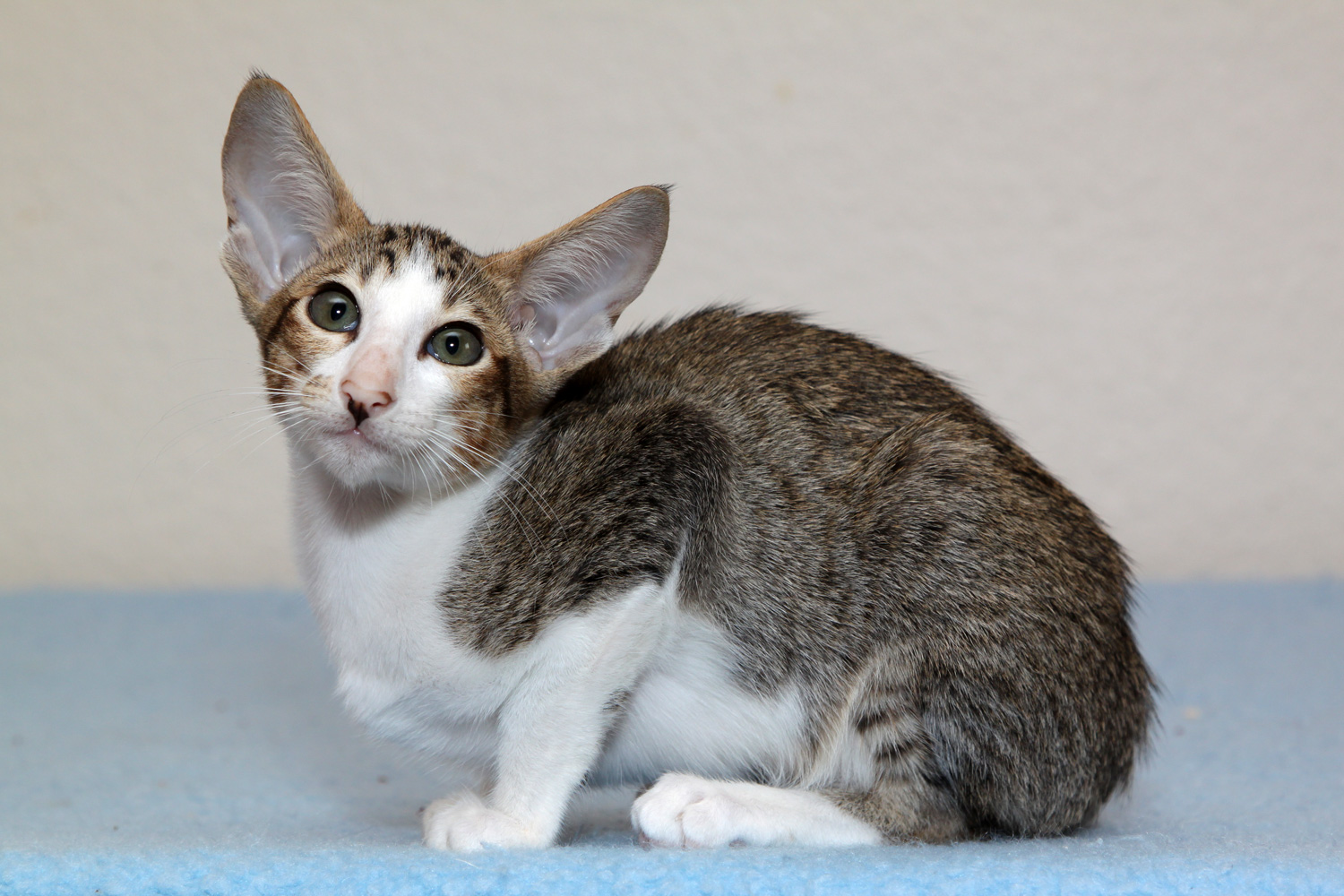
Orientalisch Kurzhaar
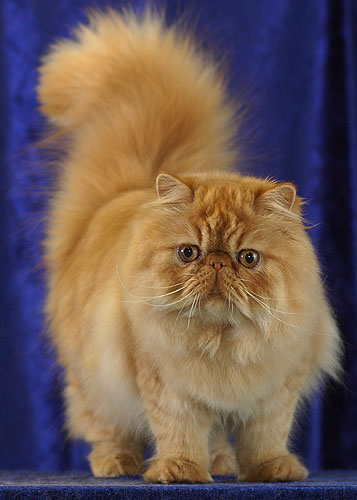
Perserkatze

### Waldbewohner
Die meisten Waldbewohner haben den Schwarzen Ritter von weitem beobachtet und sagten dies auch aus, als sie von Francis und Ambrosius befragt wurden.
Acht
Acht, ein Kanadischer Luchs, wurde mit sieben anderen seiner Art von Kanada nach Deutschland geflogen und dort ohne ersichtlichen Erfolg ausgewildert. Er erklärt Francis, dass er die Höhle des Schwarzen Ritters schon länger als Schlafplatz nutzt und Hugo und die Dogge bei seiner Ankunft bereits tot waren. Weiterhin erzählt er, dass nicht nur die Luchse ausgewildert wurden, erklärt aber nicht explizit, dass die anderen die Wildkatzen waren.
Zaches
Waldspitzmaus Zaches sah den Schwarzen Ritter schon aus der Nähe. Seine Hinweise gaben den Ausschlag dafür, dass Francis Ambrosius entlarven konnte.

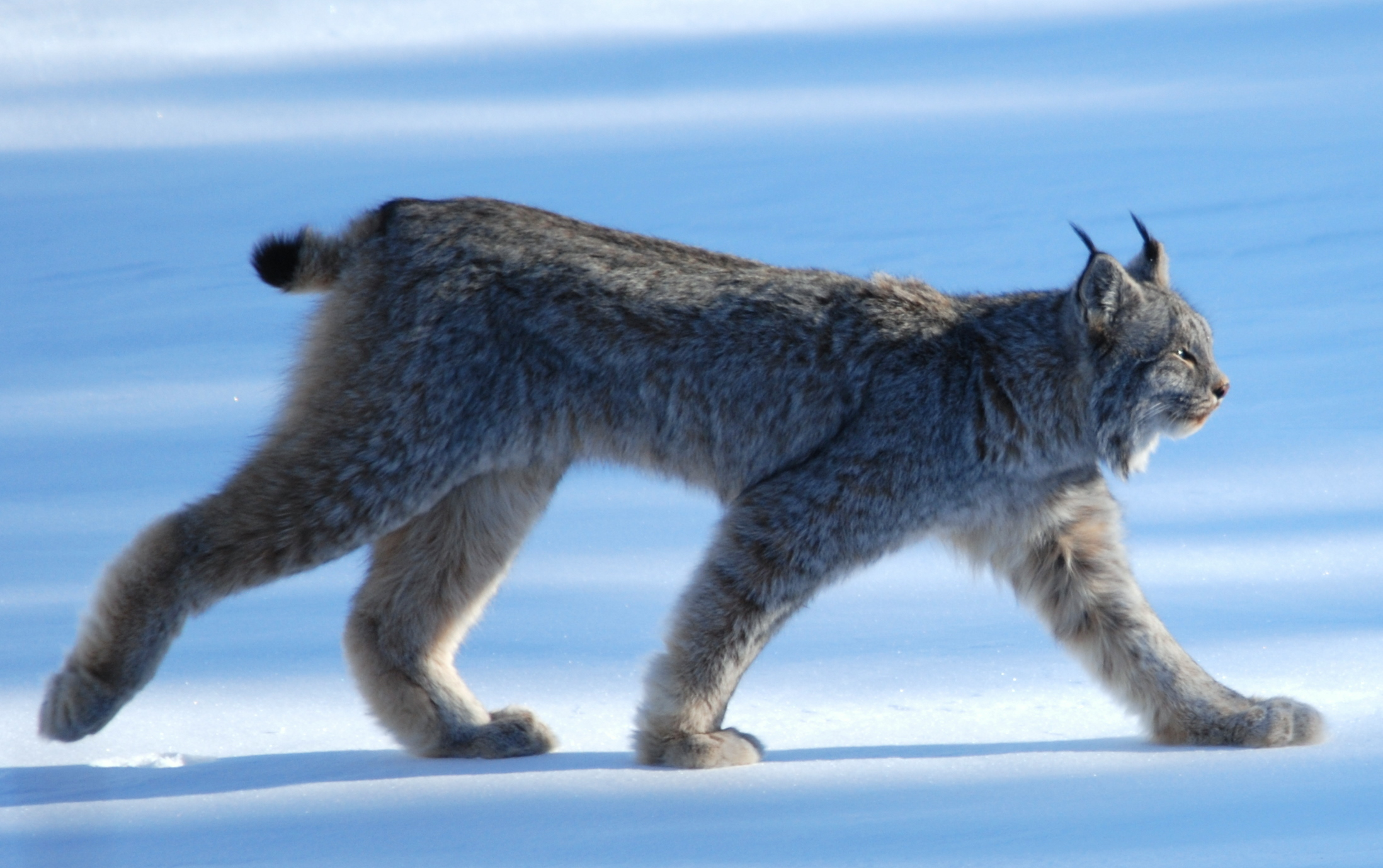
Kanadischer Luchs
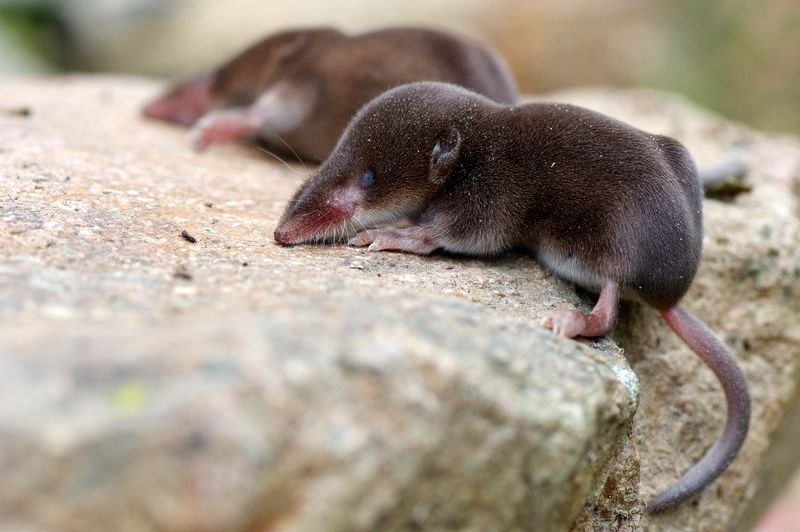
Waldspitzmaus

### Menschen
Diana
Diana war die Leiterin von „Projekt Arche“, das zur Auswilderung von Wildkatzen diente. Es schlug fehl und Diana begann die Wildkatzen zu jagen. Sie schießt zu Ende des Romans Francis an, führt aber eine Notoperation selbst durch und bringt ihn zu Gustav zurück.
Gustav Löbel
Gustav ist Francis’ Herrchen und Archäologe. Er ist Verfasser mehrerer Sachbücher und mit Francesca liiert gewesen, die in seiner Wohnung zu Tode kommt.
Francesca
Francesca war mit Gustav liiert, bevor sie in seiner Toilette tödlich verunglückte. Zuvor hatte sie die Wohnung radikal umgestalten und Francis kastrieren lassen wollen, womit sie ihn fortjagte.

## Kritik
„Auch der zweite Felidae Roman ist wieder einmal sehr schön geschrieben. Ein fliegender Wechsel zwischen humorvoller Szenen in denen ich mir die Tränen vom Gesicht wischen musste (es gibt eine Szene mit einem kleinen Vogel, der Francis und seinem Freund auf den Kopf “macht”, dieser Absatz ist zum schreien..), Trauer, Mut, Angst, Horror (eher schon Katzen-Splatter) und der Erkenntnis wie traurig und grausam unsere Welt ist. Der zweite Teil ist, wie sein Vorgänger, unbedingt lesenswert macht große Lust auf mehr....“